# Пекка Лаксола
Пекка Лаксола (фін. Pekka Laksola; народився 25 травня 1964 у м. Тампере, Фінляндія) — фінський хокеїст, захисник. 
Вихованець хокейної школи «Таппара» (Тампере). Виступав за «Таппара» (Тампере), «Берлін Кепіталс», «Грац 99-ерс», «Реймс Шампань Хокей».
У складі національної збірної Фінляндії учасник чемпіонатів світу 1986, 1987 і 1990. У складі молодіжної збірної Фінляндії учасник чемпіонатів світу 1983 і 1984. У складі юніорської збірної Фінляндії учасник чемпіонату Європи 1982.
Чемпіон Фінляндії (1984, 1986, 1987, 1988), бронзовий призер (1990). Чемпіон Франції (2000).
Після завершення ігрової кар'єри працював головним тренером «Реймс Шампань Хокей».